# 李金科
李金科（1968年8月—），男，满族，辽宁宽甸人，中华人民共和国政治人物，曾任辽宁省人民政府副省长、党组成员、秘书长，中共宁夏回族自治区党委常委、宣传部部长。现任中共山西省委常委、统战部长、秘书长。